# 로런 홀리
로런 홀리(Lauren Holly, 1963년 10월 28일 ~ )는 미국의 배우이다.

## 출연 작품

### 영화
- 터뷸런스 - 테리 헬로란 역
- 애니 기븐 선데이
- 잠망경을 올려라
- 왓 위민 원트
- 덤 앤 더머
- 필드 오브 로스트 슈즈 - 클라인딘스트 부인 역
- 더 타운 댓 캐임 A-쿠르탱 - 애비 휴스턴 역
- 타미스 올웨이즈 다잉

### 드라마
- 모티브 시즌 1 (CTV) - Dr. Betty Rogers 역